# 필립 보스코
필립 보스코(Philip Bosco, 1930년 9월 26일 ~ 2018년 12월 3일)는 미국의 배우이다.
저지시티에서 태어났다.

## 출연 작품
- 프로어비션 (2011년)
- 새비지스 (2007년) - 레니 세비지 역
- 프리덤랜드 (2006년)
- Mr. 히치 - 당신을 위한 데이트 코치 (2005년) - 미스터 오브라이언 역
- 언포기버블 블랙니스 (2004년)
- 어벤던 (2002년) - 저겐슨 교수 역
- 그들만의 아기 (2001년)
- 케이트 앤 레오폴드 (2001년)
- 큐피드 앤 케이트 (2000년)
- 샤프트 (2000년)
- 크리티컬 케어 (1997년)
- 해리 파괴하기 (1997년)
- 내 남자친구의 결혼식 (1997년) - 월터 월리스 역
- 조강지처 클럽 (1996년)
- 애들이 똑같아요 (1995년)
- 세이프 페시즈 (1994년)
- 밀크 머니 (1994년)
- 노스바스의 추억 (1994년)
- 아티카 (1994년)
- 앤지 (1994년)
- 그림자와 안개 (1992년)
- 사랑의 카운셀러 (1992년)
- 대부 언터쳐블 (1991년)
- 야망의 제물 (1991년)
- 에프 엑스 2 (1991년) - Lt. 레이 실랙 역
- 남북전쟁 (1990년) - 호레이스 그릴리 역
- 흑백 살인 (1990년)
- 블루 스틸 (1990년) - 프랭크 터너 역
- 4인의 방랑자 (1989년)
- 디 아메리칸 익스피어리언스 (1988년)
- 또다른 여인 (1988년)
- 워킹 걸 (1988년) - 트레스크 역
- 의혹의 밤 (1987년) - 폴 그레이 역
- 뉴욕세남자와아기 (1987년)
- 천사의 분노 2 (1986년)
- 머니 핏 (1986년)
- 작은 신의 아이들 (1986년)
- 헤븐 헬프 어스 (1985년)
- 유리벽 (1985년)
- 그리니치의 건달들 (1983년)

### 텔레비전
- 로앤오더: 범죄 전담반 (1990-99)
- American Experience (1990-2010)
- 로앤오더: 성범죄 전담반 (2002-06)
- 대미지 (2007-09)